# Barzelletta (metrica)
La barzelletta o frottola è una canzonetta tipica della poesia italiana che deriva probabilmente dal francese bergerette e che indicava una forma appartenente in parte al virelai e in parte al rondò.
La barzelletta aveva un accompagnamento musicale, di solito del liuto e della viola, ed aveva la forma metrica di una ballata composta, anziché da  endecasillabi e settenari, da ottonari.
Lo schema che serviva di base era composto da una ripresa o ritornello (ab.ab (piedi), bccx (volta) + xyyx ritornello o ripresa.
La barzelletta si diffuse bel Trecento e nel Quattrocento e venne adottata da Lorenzo il Magnifico e dal Angelo Poliziano.
Quant'è bella giovinezza,

Che si fugge tuttavia!

Chi vuol esser lieto, sia:
di doman non c'è certezza 